# Birra barricata

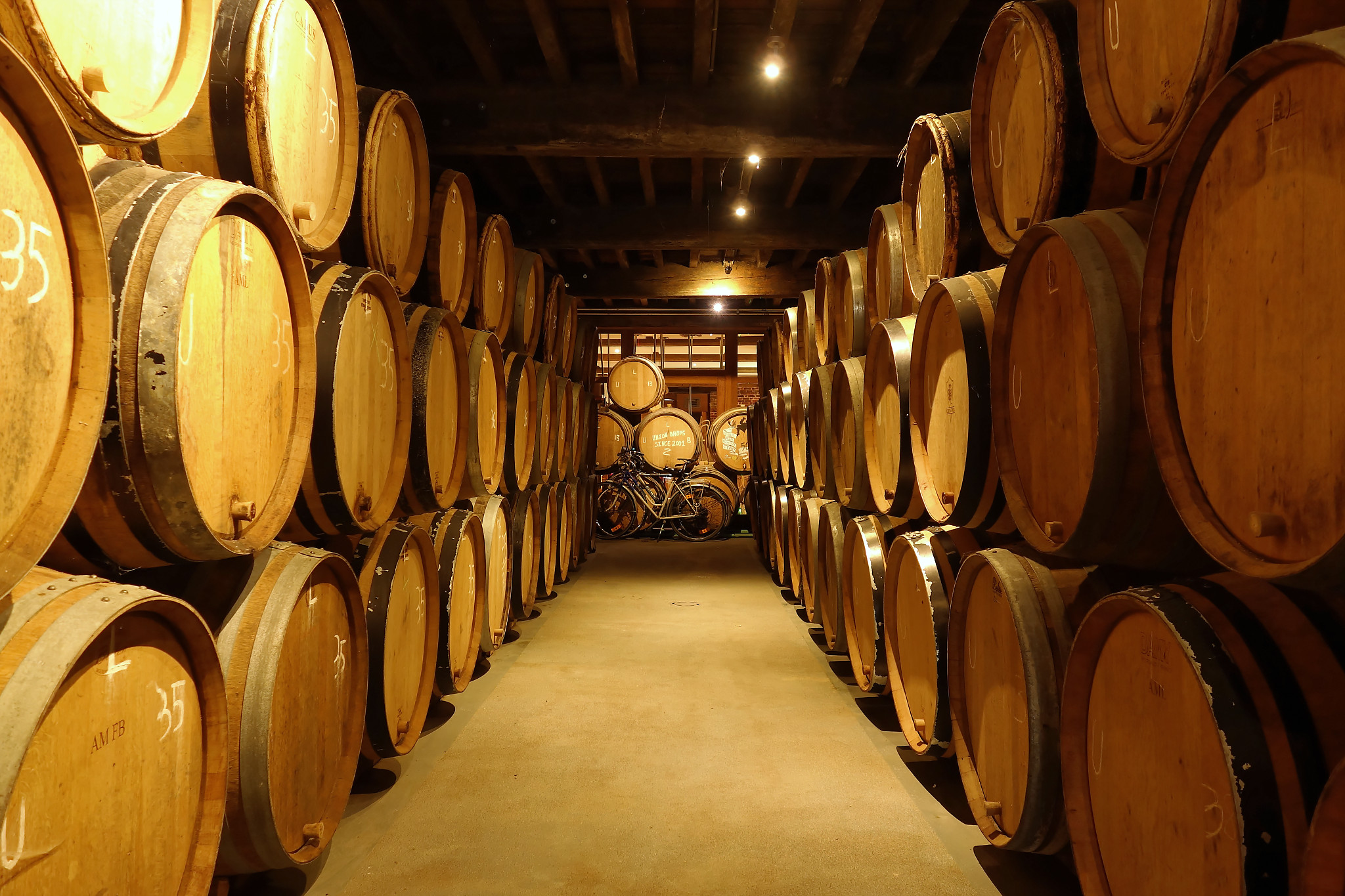
Birra in botte che invecchia presso Brasserie Cantillon

Alcuni tipi di birra possono essere invecchiati all'interno di botti di legno per un certo periodo di tempo; si parla in questo caso di birra barricata, o barrel aged, usando la diffusa denominazione inglese (talvolta abbreviata in BA). In genere si usano barili già impiegati per altri alcolici come bourbon, whisky, vino o, in misura minore, brandy, sherry o porto.  Esiste una particolare tradizione di invecchiamento della birra in botte in Belgio, in particolare di birre lambic. Le prime birre bourbon invecchiate in botte furono prodotte negli Stati Uniti all'inizio degli anni '90.
Le birre possono essere invecchiate in botti per ottenere una varietà di effetti, come impartire aromi dal legno (da tannini e lattoni) o dai precedenti contenuti delle botti o causare una fermentazione di brettanomiceti. La quercia rimane il legno preferito, ma anche altri legni sono in uso. Castagno, frassino, pioppo, cedro, acacia, cipresso, sequoia, pino e persino eucalipto sono stati usati per l'invecchiamento in botte con successo variabile.
I sapori impartiti dalle botti di rovere differiscono ampiamente a seconda della specie di quercia , dell'area di coltivazione e di come il legno è stato trattato. Le botti di rovere nuove possono essere utilizzate per invecchiare la birra, ma non sono comuni a causa dei costi elevati. Alcuni sapori che la nuova quercia contribuirà sono il legno, la vaniglia, l'aneto, le spezie e la tostatura.